# 제4차 영국-네덜란드 전쟁
제4차 영국-네덜란드 전쟁(네덜란드어: Vierde Engels-Nederlandse Oorlog; 1780–1784)은 그레이트브리튼 왕국과 네덜란드 공화국 간의 갈등으로, 이 전쟁은 미국 독립 전쟁(1775–1783)과 동시대에 발생했다. 이 전쟁은 네덜란드가 영국의 적과 무역을 하는 것의 합법성과 관련하여 두 나라가 이견을 보이면서 발발했다.
네덜란드 공화국은 반란 중이던 13개 식민지 및 식민지 정부의 동맹국들과 공식적으로 동맹을 맺지는 않았지만, 미국 대사 존 애덤스는 네덜란드 공화국과 외교 관계를 수립하는 데 성공했다. 이로써 네덜란드는 1782년 4월 미국을 주권 국가로 외교적으로 인정한 두 번째 유럽 국가가 되었으며, 같은 해 10월에는 우호 및 통상 조약도 체결했다.
전쟁 대부분은 영국이 네덜란드의 경제적 이익의 기반이 되는 네덜란드 식민지를 공격하는 작전들로 이루어졌으나, 영국과 네덜란드 해군이 네덜란드 해안에서 한 번 전투를 벌이기도 했다. 이 전쟁은 네덜란드 공화국의 정치적, 경제적 기반의 약점을 드러내서 네덜란드 제국의 쇠퇴를 확정짓고, 상업 강국으로서 영국의 위상을 더욱 공고히 했다.

## 배경
영국과 네덜란드 공화국은 명예 혁명이 일어난 1688년 이래 동맹국이었으나, 네덜란드는 동맹의 주니어 파트너가 되어 세계 무역에서의 과거 지배력을 영국에 점진적으로 상실했다. 제2차 스타트허우더 부재기 동안 네덜란드 공화국은 강대국으로서의 위상을 거의 포기했으며, 이는 오스트리아 왕위 계승 전쟁 당시 유럽의 다른 국가들에게도 뼈아프게 드러났다. 1747년 이 전쟁이 끝날 무렵 오라녜파 혁명으로 스타트허우더 체제가 복원되고 스타트허우더의 권한은 크게 강화되었으며, 스타트허우더직은 세습제가 되었다. 그러나 빌럼 5세의 소년기 동안 스타트허우더 섭정의 부실한 통치, 그리고 이어진 그의 통치로 인해 공화국이 강대국으로 재도약하는 일은 없었다. 대신 공화국은 7년 전쟁 동안 완고하게 중립을 유지했고, 이로 인해 육군과 해군을 크게 소홀히 하게 되었다. 스타트허우더 체제는 조지 2세의 손자였던 스타트허우더가 친영적이었으나, 그의 반대파는 이 이유로 프랑스를 선호했고, 이 반대파는 네덜란드 공화국의 통치 기관인 네덜란드 의회에서 네덜란드의 대외 정책을 중립으로 유지할 만큼 강력했다.
처음에 영국은 네덜란드를 미국 반군을 물리치는 데 도움을 줄 원천으로 보았다. 1775년 분쟁이 시작된 후 영국 정부는 네덜란드 정부에 헤센 용병들이 여러 독일 국가에 의해 용병으로 대여되었던 것과 유사하게, 네덜란드 국가군의 스코트 여단을 북미에서 복무하도록 대여해 줄 것을 요청했다. 이 요청은 미국 혁명에 동조하는 네덜란드인들, 특히 요안 데르크 판 데르 카펠렌 토트 덴 폴 남작이 이끄는 이들의 적대적인 반응에 부딪혔고, 이들은 네덜란드 의회가 이를 거부하도록 설득했다.
더 중요하게는, 네덜란드 상인들, 특히 암스테르담 출신 상인들은 미국 독립 전쟁 발발 직후부터 미국 반군에게 무기와 탄약을 공급하는 데 관여했다. 이 무역은 주로 네덜란드 서인도 회사의 섬 식민지인 카리브해 중계무역항 신트외스타티위스섬을 통해 이루어졌다. 그곳에서 담배와 인디고 같은 미국 식민지산 상품들이 수입(영국의 항해법 위반)되어 유럽으로 재수출되었다. 귀환 화물로 미국인들은 네덜란드 및 프랑스 상인들이 섬으로 가져온 무기, 탄약, 해군 물자를 구매했다. 1776년 섬의 총독 요하네스 데 흐라프는 미국 국기에 최초로 경례를 했고, 이는 네덜란드에 대한 영국의 의심을 증가시켰다. 1778년 프랑스는 영국에 선전포고를 했고, 네덜란드는 중립을 유지하기로 결정했다. 영국 정부는 네덜란드가 군사적으로 영국을 지원하도록 1678년, 1689년, 1716년에 체결된 여러 영-네덜란드 조약을 발동했지만, 7년 전쟁 때와 마찬가지로 네덜란드 의회는 중립을 고수했다.
프랑스가 영국에 선전포고를 한 후, 암스테르담 상인들은 프랑스와의 해군 물자 무역에 크게 관여하게 되었다. 프랑스는 해군 건설에 필요한 물자를 영국 왕립 해군의 봉쇄로 인해 자체적으로 조달할 수 없었다(프랑스는 이 분쟁에서 해군력이 약했다). 네덜란드는 제2차 영국-네덜란드 전쟁의 결과로 얻은 "자유 선박, 자유 상품" 원칙이라는 양보로 특권을 누렸는데, 이는 1668년 영-네덜란드 상업 조약에 명시되고 1674년 웨스트민스터 조약에서 재확인되었다. 이 항해의 자유 원칙의 초기 형태는 네덜란드가 중립을 유지하는 전쟁에서 네덜란드 선박에 실린 좁게 정의된 "밀수품"을 제외한 모든 상품을 영국 포획법원에서 압수로부터 면제시켰다. 조약에 따르면, 선박 목재, 돛대, 활대, 캔버스, 타르, 밧줄, 피치 등을 포함한 해군 물자는 밀수품이 아니었으며, 따라서 네덜란드는 이러한 상품으로 프랑스와 자유롭게 무역을 계속할 수 있었다. 유럽 운송 무역에서 네덜란드의 여전히 중요한 역할 때문에, 이는 영국의 금수조치에 큰 허점을 열었다. 영국은 해군 물자를 밀수품으로 선언하고, 해군 물자를 싣고 있는 네덜란드 선박을 나포함으로써 이 선언을 강제했다.
이로 인해 피해를 입은 네덜란드 상인들은 영국 전함이나 사략선에 의한 나포를 막기 위해 네덜란드 국가 해군의 호송을 요구하며 강력히 항의했다. 당시 그러한 호송대는 교전국의 수색 및 포획권으로부터 일반적으로 면제되었다. 처음에는 스타트허우더가 상인들의 요구에 저항했지만, 이 정책에서 스타트허우더를 지지하는 네덜란드 도시에 선택적으로 경제 제재를 가하는 프랑스의 강력한 외교적 압력으로 인해 1779년 11월에 그는 마지못해 행동했다. 네덜란드 의회는 이제 그에게 호송을 제공하도록 명령했고, 로데베이크 판 바일란트 제독의 지휘 아래 첫 호송대가 12월에 출항했다. 이는 12월 31일 필딩-바일란트 사건으로 이어졌고, 네덜란드 여론을 격분시켜 스타트허우더의 입지를 더욱 약화시켰다. 이 사건은 네덜란드가 "자유 선박, 자유 상품" 원칙을 옹호하는 제1차 무장 중립 동맹에 가입하도록 동기를 부여했으며, 특히 영국이 1668년 상업 조약을 공식적으로 폐기한 이후 더욱 그러했다. 네덜란드는 중립국 지위를 유지하기 위해 동맹의 다른 회원국들의 무장 지원을 얻기를 희망했다.

## 전쟁

### 선전포고
영국 정부는 이 조치의 위험을 인식하여 (이는 영국을 러시아 및 북유럽 국가인 스웨덴과 덴마크-노르웨이와의 전쟁에 휘말리게 할 수 있었다), 네덜란드가 1780년 12월에 동맹 가입 의사를 발표한 직후 공화국에 선전포고를 했다.
러시아가 네덜란드를 돕는 것을 막기 위해 (예카테리나 2세는 그리 원하지 않았다), 영국 정부는 네덜란드의 동맹 가입과는 명백히 무관한 여러 불만을 제시했다. 그중 하나는 네덜란드가 1779년에 미국 사략선 존 폴 존스에게 (마지못해) 피난처를 제공했다는 것이었다. 더 중요하게는, 1780년 9월 영국 순양함 HMS 베스탈에 의해 공해상에서 나포된 미국 외교관 헨리 로렌스의 소지품에서 발견된, 암스테르담 은행가 장 드 뇌빌과 엑스라샤펠의 미국 요원 윌리엄 리가 암스테르담 연금관 판 베르켈의 묵인 아래 비밀리에 협상한 상업 조약 초안이 큰 문제로 삼아졌다. 그는 대륙회의에 의해 네덜란드 공화국과 외교 관계를 수립하기 위해 파견된 상태였다. 이 조약 초안은 네덜란드의 비중립적 행동의 증거로 영국에 의해 인용되었다.

### 전쟁의 경과
네덜란드 해군력은 1712년 이래로 쇠퇴하고 있었다. 함대는 오랫동안 방치되었고, 분쟁 시작 당시 전열함 20척만을 보유한 네덜란드 해군은 영국 왕립 해군에 필적할 수 없었다. 네덜란드 의회가 1779년, 운명적인 제한적 호송 결정 직전에 상당한 함대 확장을 결정하고 심지어 그러한 해군 건설 프로그램 자금을 투표했음에도 불구하고, 진전은 더뎠다. 네덜란드 함대 확장이 느려진 또 다른 이유는 적절한 신병 부족이었다. 네덜란드 해군은 상선 해군보다 낮은 임금을 지불했으며, 영국 왕립 해군처럼 강제 징집을 사용하지 않았다. 전쟁 시작 당시 사용 가능한 함선의 수는 서인도 제도에서 전쟁이 시작된 것을 알지 못했던 영국에 의해 여러 척의 함선이 나포되면서 더욱 줄어들었다. 빌럼 크룰 제독 휘하의 호송대는 1781년 2월 신트외스타티위스섬 근처에서 이 방식으로 손실되었고, 제독은 짧은 전투에서 전사했다. 다른 전투에서는 빌란트 선장(동명의 제독의 조카)이 자신의 배를 항복시켰다.
네덜란드 함대의 현저한 열세와 "준비 부족" 상태는 네덜란드 해군 지휘관, 특히 텍셀 비행대대를 지휘했던 안드리 스 하르트징크 부제독이 함대를 정박시켜 북해의 지배권을 봉쇄 중인 영국 함대에 양보하는 구실로 자주 재차 강조되었다. 전쟁 시작 몇 주 만에, 1,500만 휠던 상당의 화물을 실은 200척 이상의 네덜란드 상선이 영국에 나포되었고, 300척 이상이 외국 항구에 갇혔다.
네덜란드 해군의 활동 부족에 대한 또 다른 이유는 외교 활동이 결코 중단되지 않았고, 네덜란드 정부에 전쟁이 단기간에 끝날 것이라는 환상을 주었기 때문이다. 예카테리나 여제는 네덜란드를 돕기를 거부했지만 (그녀 자신도 그리 내키지 않았지만), 분쟁을 중재하기 위해 적극적으로 서비스를 제공했다. 영국과 네덜란드 양국은 다양한 정도의 진정성을 가지고 이러한 외교적 조치에 협력했지만, 이는 아무런 결실도 맺지 못했고, 지속되는 동안 군사 활동을 낮은 수준으로 유지하는 데 도움이 되었다.
영국 정부는 또한 네덜란드에 대해 신속한 적대 행위 종료를 위한 제안을 했으며, 특히 1782년 3월 노스 경의 내각이 로킹엄과 폭스의 내각으로 교체된 후 더욱 그러했다. 폭스는 즉시 네덜란드 정부에 유리한 조건으로 별도 평화를 제안했다. 그러나 네덜란드에게 불행하게도, 그들은 해군 작전에서 프랑스와 "협력"하기로 동의함으로써 프랑스와 더욱 긴밀하게 묶였기 때문에, 별도 평화는 더 이상 선택 사항이 아니었다. 그러나 공화국 내 많은 사람들이 이를 선호했음에도 불구하고, 프랑스와의 실질적인 군사 동맹은 여전히 스타트허우더에 의해 저지되었다.
전쟁은 세 가지 주요 전장에서 벌어졌다. 영국은 유럽의 네덜란드 항구를 봉쇄했고, 전 세계에 걸쳐 네덜란드 식민지 자산을 점령하기 위한 원정대를 보냈다. 이들은 거의 완전히 성공적이었다. 아프리카 골드 코스트(현대 가나)의 네덜란드 엘미나성을 점령하려던 시도만 실패했다. 서인도 제도의 많은 네덜란드 영토가 영국에 점령되었지만, 퀴라소와 같은 일부는 방어력이 강해 공격받지 않았다.

#### 서인도 제도

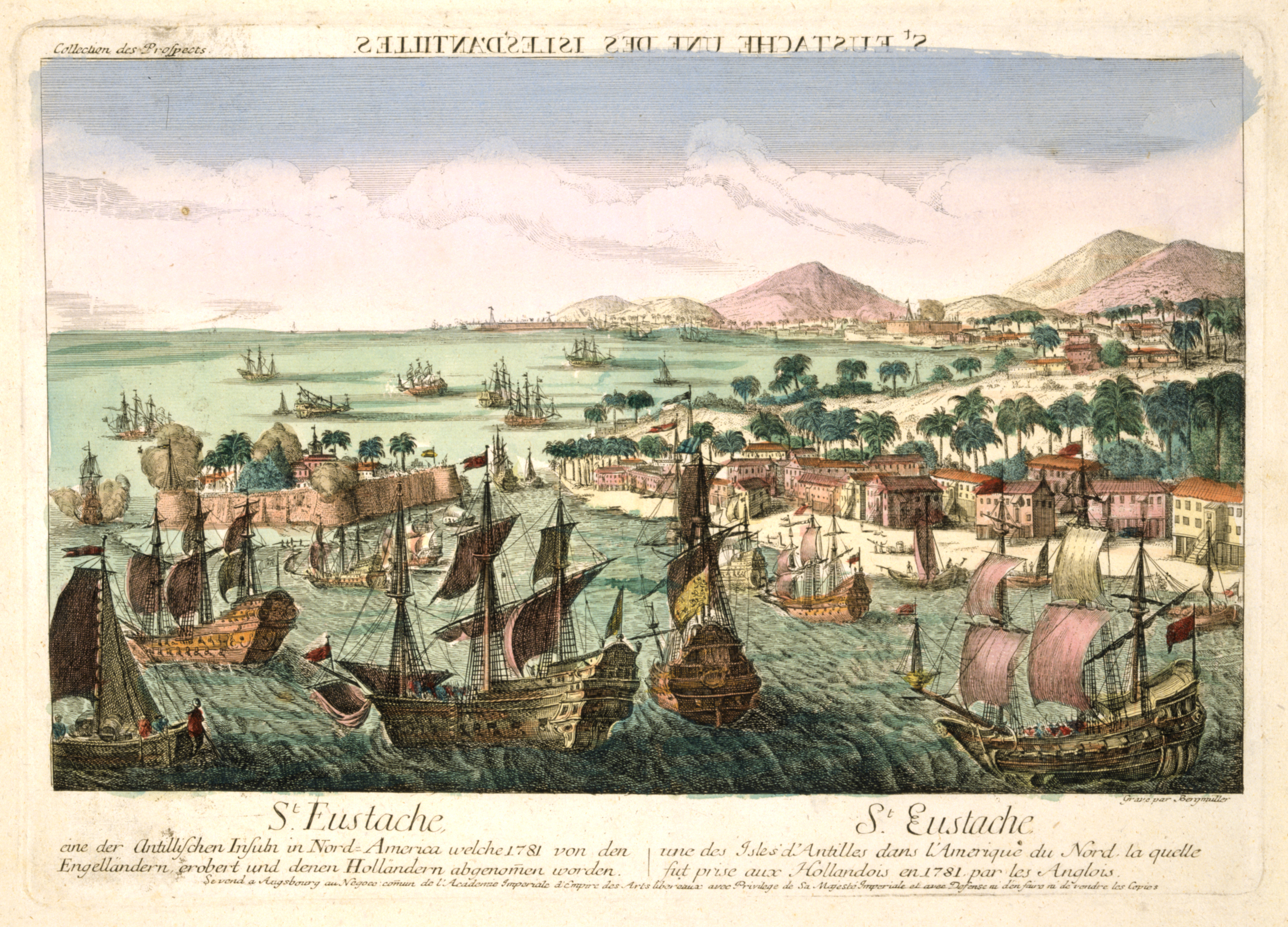
1781년 2월 영국 함대에 의한 신트외스타티위스섬 점령. 섬은 영국에 의해 약탈되었다.

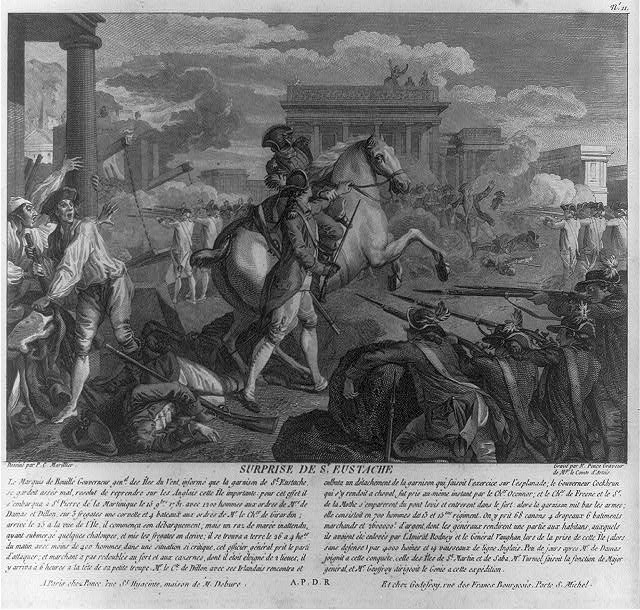
같은 해, 섬은 프랑스 상륙군에 의해 해방되었다.

네덜란드 입장에서는 서인도 제도에서의 전쟁이 시작되기도 전에 거의 끝났다. 영국 왕립 해군의 리워드 제도 주둔 사령관인 조지 로드니 제독은 전쟁 선포 소식을 듣자마자 카리브해 지역의 네덜란드 식민지인 신트외스타티위스섬, 사바섬, 신트마르턴을 공격했으며, 이 과정에서 아직 전쟁 시작을 알지 못했던 다수의 네덜란드 해군 및 상선이 기습을 당했다. 미국 반군에 무기를 공급하는 데 큰 역할을 했던 신트외스타티위스섬(1781년 2월 3일 점령)은 그에 의해 완전히 황폐화되었다. 그는 특히 섬의 유대인 상인들에게 복수심을 보였다. 섬의 모든 물품은 압수되었고, 네덜란드인, 미국인, 프랑스인, 심지어 영국인을 포함한 모든 상인들은 추방되었다. 약탈품의 일부는 현장에서 경매되었지만, 상당량은 영국행 호송대에 실렸다. 그러나 이 호송대의 상당 부분은 피케 드 라 모트 제독 휘하의 프랑스 함대에 의해 영국 해협에서 나포되었다. 그러나 프랑스는 물품을 네덜란드에 반환하지 않았다.
마찬가지로 네덜란드령 리워드앤틸리스 제도를 점령하려는 시도가 있었지만, 이들은 네덜란드 통제하에 남아 있었고, 수리남도 마찬가지였다. 하지만 인접한 베르비스, 데메라라, 에세퀴보는 1781년 초 영국에 빠르게 점령되었다. 이들은 1782년 프랑스 선장 아르망 드 케르생에 의해 재탈환되었고, 전쟁 후 네덜란드에 반환되었다.

#### 유럽 해역
하르트징크 제독은 처음에는 함대를 위험에 빠뜨리는 것을 매우 꺼렸다. 그러나 텍셀 해협의 안전 지대 밖으로 진출하라는 정치적 압력이 거세졌고, 영국 호송대를 나포하거나 네덜란드 호송대를 호위하려는 여러 신중한 시도가 이루어졌다. 그중 한 번의 출격에서, 요한 자우트만 제독과 그의 부사령관 얀 킨스베르헌 소장이 지휘하는 유난히 강력한 함대가 1781년 8월 하이드 파커 제독이 지휘하는 거의 동등한 전력의 영국 함대와 도거뱅크 해전에서 조우했으며, 이 전투는 전술적 무승부로 끝났다.
또 다른 유망한 시도는 브레스트 사건으로 알려진 것이다. 1782년 9월, 네덜란드 정치인들이 프랑스와의 해군 작전을 "협력하여" 조율하기로 망설이며 동의한 후, 영국 함대가 갑자기 남쪽으로 항해하면서 브레스트에 있는 프랑스 함대와 10척의 전열함으로 구성된 네덜란드 함대를 결합할 기회가 있는 것처럼 보였다. 그러나 하르트징크는 평소처럼 영국 함선이 매복해 있다는 정보에 근거하여 반대했다. 이것이 거짓으로 판명되자, 스타트허우더는 그에게 로데베이크 판 바일란트 백작 부제독의 지휘 아래 함대를 브레스트로 보내도록 명령했다. 그러나 여러 차례 그랬듯이, 바일란트는 함선을 검사한 후 출항할 준비가 "되지 않았다"고 선언했다. 그는 이 거부에서 다른 기수 장교들의 지지를 받았다. 이 사건은 스타트허우더 자신을 위협하는 정치적 폭풍을 일으켰는데, 그는 총사령관으로서 함대의 준비 상태와 전략적 결정(장교들은 전술적, 작전적 책임이 있었고, "준비 부족" 상태에 대한 책임을 거부할 수 없었음)에 대한 책임이 있었기 때문이다. 스타트허우더의 반대파는 조사를 요구했지만, 이 조사는 매우 길게 늘어졌고, 전쟁이 끝난 지 한참 후인 1787년 이후 스타트허우더의 완전한 권한이 복원되면서 조용히 종결되었다.
도거 뱅크 해전 외에는 유럽 해역에서 대규모 교전이 없었고, 영국 봉쇄는 네덜란드 함대의 저항을 거의 받지 않았지만, 봉쇄 자체는 영국 선원들에게 큰 피해를 입혔다. 그들은 장시간 바다에 머물러야 했고(이는 괴혈병의 위험에도 노출시켰다), 함선들은 심각한 마모를 겪었다. 또한, 북해에서 해군 우위를 유지하기 위해 상당수의 함선이 파견되어야 했기 때문에, 이미 과도하게 확장된 영국 왕립 해군은 1781년 이후 더욱 큰 부담을 받았다. 네덜란드 해안을 봉쇄하는 데 필요한 함선들은 다른 전쟁 지역에서 프랑스, 미국, 스페인을 상대로 사용할 수 없었다.

#### 아시아 해역

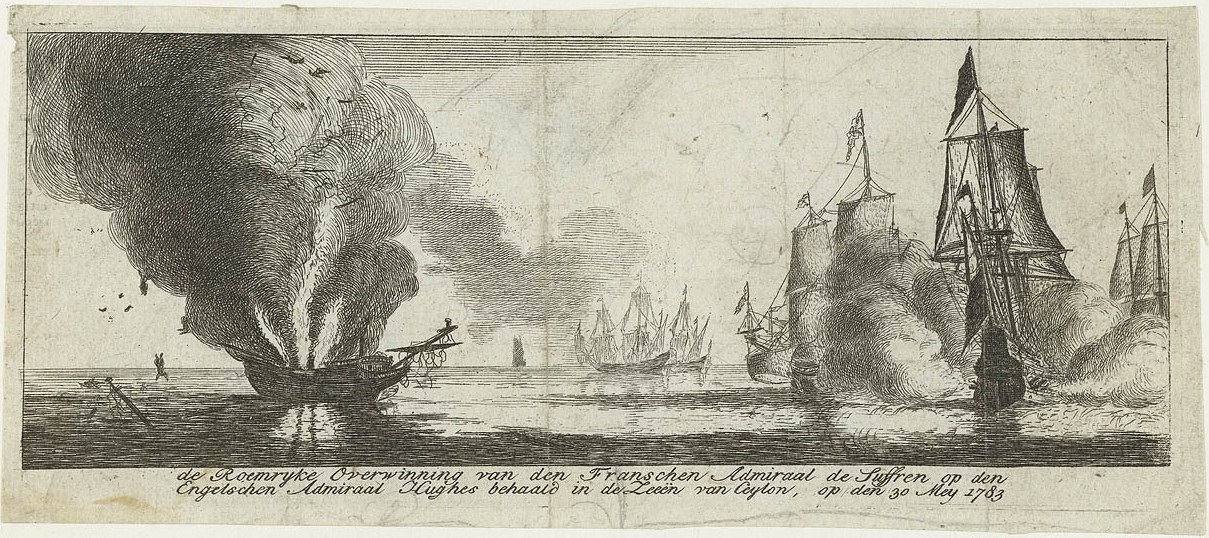
실론 해역에서 프랑스 제독 쉬프렌이 영국 제독 휴스를 상대로 거둔 영광스러운 승리. 프랑스 해군의 개입은 아시아의 네덜란드 식민지를 구하려 시도했다.

네덜란드 동인도 회사 (VOC)는 케이프 식민지 동쪽에 있는 식민지를 방어할 책임이 있었지만, 처음으로 네덜란드 해군에 지원을 요청해야 했다. 그러나 처음에는 함선이 부족했고, 사용 가능한 해군력으로는 영국이 네덜란드령 인도의 통제권을 완전히 장악하는 것을 막을 수 없었다. 1782년 초 영국 제독 에드워드 휴스는 벵골만에서 가장 훌륭한 항구로 여겨지는 네덜란드령 실론 동해안의 트린코말리를 점령했다.
1781년 3월, 영국 제독 조지 존스톤은 케이프 식민지를 점령하기 위해 파견되었다. 이미 인도에 함대를 파견할 계획이었던 프랑스는 이 정보를 입수하고, 지휘관 바이 드 쉬프렌에게 존스톤보다 먼저 케이프에 도착하도록 지시했다. 존스톤과 쉬프렌이 카보베르데 제도에서 우연히 전투를 벌인 후, 쉬프렌은 존스톤보다 먼저 도착할 수 있었고, 그가 남긴 프랑스 군대의 힘은 존스톤이 식민지를 공격하는 것을 단념시켰다. 인근 살다냐만에서 여러 VOC 함선을 나포한 후, 그는 북대서양 해역으로 돌아갔다.
쉬프렌은 일드프랑스섬(현재 모리셔스)을 거쳐 인도로 향했다. 그곳에서 그는 도착하여 휴스에 맞서 여러 차례 전투를 벌였다. 쉬프렌은 네덜란드 항구 나가파티남을 점령하려 했으나(1781년 영국에 의해 점령), 휴스에게 저지당했다. 8월, 프랑스는 트린코말리를 재탈환했고, 쉬프렌은 며칠 후 해전에서 휴스와 교착 상태에 빠졌다. 두 함대는 철수했고 영국은 뭄바이에서 수리했고 프랑스는 수마트라섬의 네덜란드 식민지에서 재정비를 마쳤다. 휴스와 쉬프렌은 1783년 다시 만났지만, 프랑스와 영국 간의 예비 평화 소식이 인도에서의 적대 행위를 종식시켰다.
1781년 8월, 네덜란드와 영국 회사가 모두 교역소를 가지고 있던 수마트라에 전쟁 소식이 전해졌다. 포트 말버러의 영국 회사 이사들은 봄베이로부터 수마트라 서해안의 모든 네덜란드 교역소를 파괴하라는 지시를 받았다. 매우 운 좋게도, 5척의 동인도 무역선 함대가 곧 도착했고, 이사들은 이 기회를 잡았다. 이사 중 한 명인 헨리 보텀은 함대를 지휘하여 100명의 회사 병사와 함께 파당으로 항해했다. 8월 18일, 파당의 VOC 수석 거주자 야코프 판 헴스케르크는 보텀의 병력이 상대적으로 약하다는 것을 알지 못한 채 서해안의 모든 교역소를 싸움 없이 항복시켰다. 이 점령으로 영국은 50만 휠던 상당의 물품과 돈을 얻었다. 파당의 요새는 1784년 마을이 VOC 통제하에 반환되기 전에 파괴되었다.

### 휴전 및 파리 조약
공화국은 전쟁이 끝나기 전까지 프랑스 및 그 동맹국들과 정식 군사 동맹을 맺지 않았다. 그러나 헨리 로렌스의 후임인 존 애덤스가 1782년 4월 네덜란드 의회로부터 미국 공화국의 외교적 인정을 얻어내는 데 성공한 후, 1782년 10월에 미국과 우호 통상 조약이 체결되었다. 네덜란드 공화국은 미국을 인정한 두 번째 유럽 국가였다(프랑스 다음, 스페인 이전). 애덤스는 또한 여전히 상당한 규모의 네덜란드 자본 시장에서 미국을 위한 상당한 대출을 유치하는 데 성공했다.
네덜란드 공화국은 프랑스 외무장관 샤를 그라비에 드 베르젠이 조직한 평화 회의에 참여하여 영국 대표들과 별도로 협상했다. 네덜란드의 요구는 프랑스의 지지를 받지 못했고, 이는 프랑스와 그 동맹국들이 일반 평화 조약에 서명하면서 네덜란드를 곤란한 위치에 놓이게 했다. 따라서 네덜란드는 일반 조약이 서명되기 직전에 예비 평화 조약에 서명할 수밖에 없었다. 네덜란드 공화국은 1783년 1월 영국과 프랑스 간의 정전에 합류했다. 파리 조약(1783년-1784년)의 체결로 인도의 네가파탐은 영국 식민지가 되었다. 실론은 네덜란드 통제로 반환되었다. 영국은 네덜란드령 동인도 일부 지역과의 자유 무역권을 얻었는데, 이는 영국 상인들에게 중요한 전쟁 목표였다. 프랑스는 또한 영국으로부터 재탈환했던 다른 네덜란드 식민지들, 즉 서인도 제도의 식민지들(예: 1781년 2월 조지 로드니 제독이 점령했으나 1781년 11월 27일 프랑스 제독 드 그라스에 의해 재탈환된 신트외스타티위스섬)도 반환했다.

## 여파
이 전쟁은 네덜란드, 특히 경제적으로 재앙적인 결과를 가져왔다. 이는 또한 18세기 네덜란드 세력 약화의 확인이기도 했다. 전쟁 직후, 좋지 않은 결과는 스타트허우더의 반대파들이 애국자당으로 결집하여 그의 실정(더 나쁜 경우도 있었다) 때문이라고 비난했다. 이들은 한동안 1747년 혁명의 여러 개혁을 되돌리고 그의 권한을 크게 축소하는 데 성공했다. 그러나 이 애국자당 반란은 1787년 프로이센과 영국의 개입으로 진압되었다. 애국자당원들은 해외로 쫓겨났지만, 1795년 프랑스 혁명군대의 도움을 받아 돌아와 옛 네덜란드 공화국 대신 바타비아 공화국을 세웠다. 저지대 국가는 영국 전략 사고의 중심에 남아 있었고, 영국은 1793년, 1799년, 1809년에 네덜란드에 원정대를 파견했다.
이 전쟁은 이미 심각한 위기에 처해 있던 VOC(네덜란드 동인도 회사)에 심각한 피해를 입혔고, VOC는 불과 몇 년 후에 파산하게 되었다.

## 같이 보기
- 영국-네덜란드 전쟁
- 잉글랜드의 역사
- 네덜란드의 역사
- 영국의 군사사
- 네덜란드의 군사사

## 내용주
1. ↑  Edler 2001, 163–166쪽
2. ↑  Edler 2001, 88쪽
3. ↑  Clodfelter 2017, p. 133–134
4. ↑  Dirks, J. J. B. (1871), De Nederlandsche Zeemagt in Hare verschillende Tijdperken Geschetst. Part 3 (in Dutch), Rotterdam: H. Nijgh, p. 291
5. ↑  Israel 1995, 985–998, 1067–1087, 1090–1097쪽
6. ↑  Edler 2001, 28–32쪽
7. ↑  Edler 2001, 42–62쪽
8. ↑  Edler 2001, 95–138쪽
9. ↑  Edler 2001, 163–166쪽
10. ↑  Edler 2001, 62–69쪽
11. ↑  Edler 2001, 88–91, 151–152, 164쪽
12. ↑  Dirks 1871, 294쪽
13. ↑  Dirks 1871, 292쪽
14. ↑  Dirks 1871, 291쪽
15. ↑  Edler 2001, 178–179, 193–198쪽
16. ↑  Edler 2001, 200–203쪽
17. ↑  Edler 2001, 184쪽
18. ↑  Dirks 1871, 293쪽
19. ↑  Edler 2001, 185쪽
20. ↑  Dirks 1871, 306–309쪽
21. ↑  Dirks 1871, 330–353쪽
22. ↑  데이비드 시렛, The Royal Navy in American waters 1775-1783 (1989)
23. ↑  Rodger 2006, 356쪽
24. ↑  Boswell, p. 157
25. ↑  Meinsma, p. 203
26. ↑  Edler 2001, 181–189쪽
27. ↑  “The Fourth Anglo-Dutch War, 1780-1784”.